# Asmat
Asmat este un popor băștinaș (ca. 60.000) în Noua Guinee de sud Parcul Național Lorentz care practică naturalismul.